# Mohammad Shah Qajar
Mohammad Shah Qajar, född 1808, död 1848, den tredje shahen i den qajariska dynastin i Persien 1834–1848.
Efter att Fath-Ali dött tvingades Mohammed först kämpa om tronen med sin farbror Ali Mirza, som understöddes av den avlidne shahens förste vesir, Emir ed-Daula. Men den engelske ambassadören förskotterade Muhammed medel så att han kunde betala sina trupper, som sedan under engelsmannen Bethune fördes mot Teheran. Ali Mirza gjorde nu inte längre något allvarligt motstånd, och hans rådgivare avrättades.
Kort efter sin tronbestigning återupptog Mohammed ett krigståg mot afghanerna som han hade påbörjat redan som prins. I november 1837 bröt han in på deras område, men Herat försvarade sig tappert. De engelska officerarna hade före fälttågets början tvingats lämna shahens tjänst. I juni 1838 sände England 387 sepoyer till ön Kharg i Persiska viken och hotade shahen med ett angrepp om han inte upphävde belägringen av Herat. Den 9 september påbörjade shahen återtåget.
För att förekomma att dess indiska gränser åter skulle kunna hotas från Persiens eller Rysslands sida, lät den engelska regeringen år 1839 besätta Kabul och Kandahar och skaffade sig i Shah Shujah, som nu insattes som emir, ett villigt redskap för sin politik. Men den rättmätige tronarvingen Dost Muhammed tillfogade år 1842 engelsmännen ett blodigt nederlag. De nödgades åter utrymma landet och erkänna honom som emir. Trots motgångarna i sin afghanska politik fortsatte Mohammed att låta ryssarna utöva ett stort inflytande. Han tålde till och med att de ytterligare befäste sitt välde över Kaspiska havet genom att besätta ön Ashuradeh.
Provinserna sålde Muhammed vanligen till den högstbjudande ståthållaren, som sedan bemödade sig om att så snart som möjligt genom ta igen köpesumman genom att suga ut landet, då han aldrig kunde veta om han inte själv snart skulle bli bortköpt av någon högre bjudande. År 1846 konfiskerade en nyutnämnd ståthållare i Kermanshah landets samtliga boskapshjordar och lät sälja dem utomlands, obekymrad om den snart utbrytande hungersnöden i sin provins.
Då Mohammed avled i september 1848 efterträddes han av sin äldste son Nassredin Shah. 